# Fiocchi d'avena

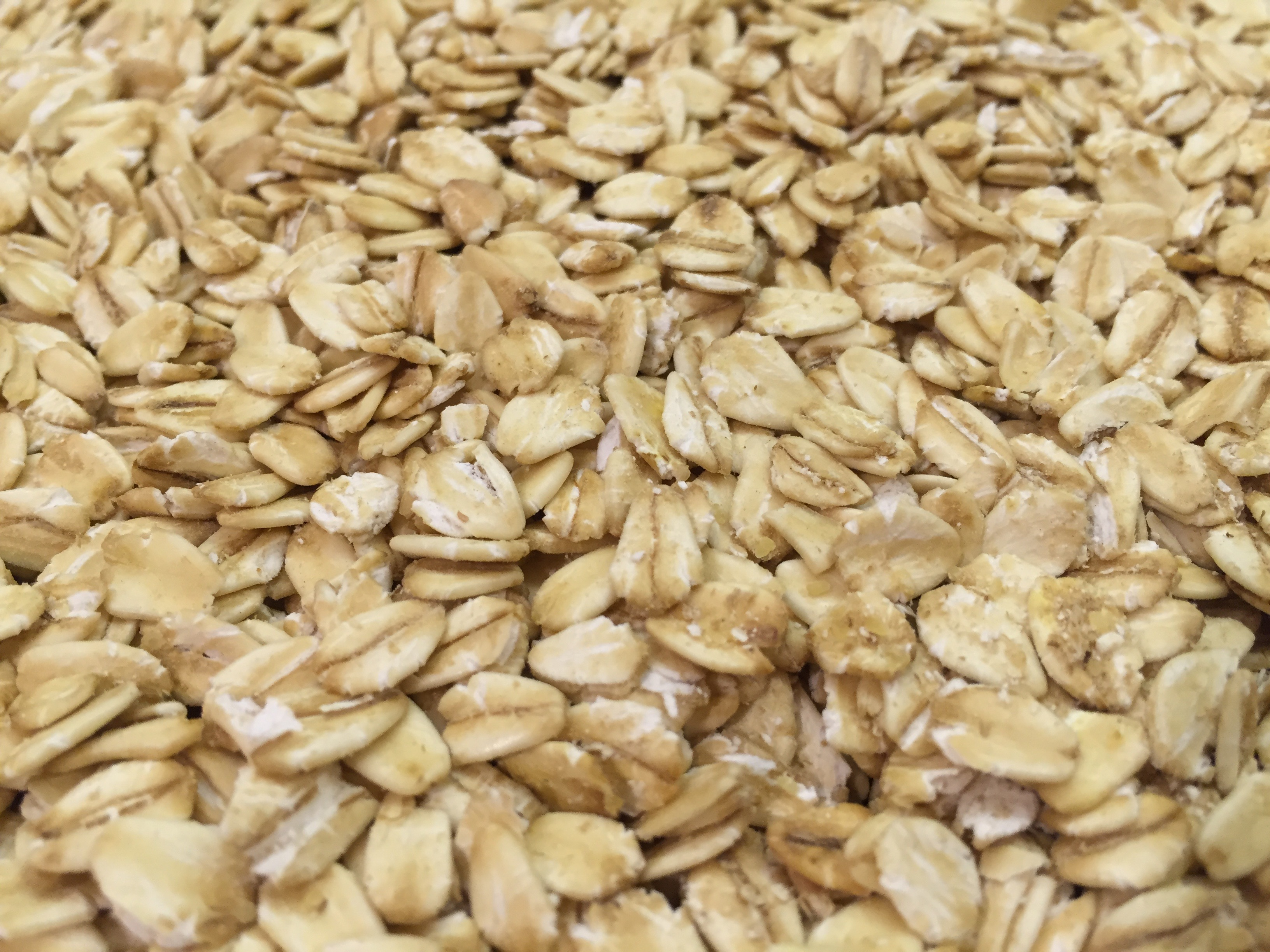
Fiocchi di avena pressati.

I fiocchi d'avena sono un alimento di origine vegetale a base di cereali.

## Produzione
L'avena, così come gli altri cereali, ha un involucro duro e non commestibile chiamato gluma che deve essere rimosso in modo che il grano possa essere consumato. Una volta rimosso il gluma, il grano è ancora protetto dalla crusca.
Questo cereale contiene da due fino a cinque volte la quantità di grassi presenti nel frumento, principalmente nella crusca e nell'endosperma. Inoltre, contiene grandi quantità di un enzima in grado di digerire quei grassi ma che potrebbe irrancidire l'avena. Per questo motivo, la lavorazione del chicco d'avena richiede una leggera tostatura a bassa temperatura. Questo trattamento termico inattiva gli enzimi evitando il rapido deterioramento del prodotto e conferisce al cereale una parte del suo sapore caratteristico. Inoltre, questo passaggio denatura le proteine di riserva e le rende meno solubili, conferendo al grano maggiore integrità durante la cottura.
Successivamente, il grano tostato viene esposto al vapore che lo ammorbidisce e lo rende malleabile. Viene quindi pressato tra i rulli per essere appiattito e quindi riassorbe rapidamente l'acqua durante la cottura o l'ammollo semplice. Più i chicchi sono fini, più velocemente si reidratano: i normali fiocchi d'avena hanno uno spessore di 0,8 mm; l'avena "a cottura rapida" è grande circa 0,4 mm mentre quella '"istantanea" è ancora più sottile.
Quando i fiocchi d'avena vengono ridotti in una polvere fine questa è conosciuta come farina d'avena.
Tradizionalmente, i fiocchi d'avena sono un chicco intero e vengono usati come un cereale ideale da consumare durante la colazione, così come la zuppa d'avena. È inoltre alla base di vari alimenti come il porridge. L'avena può aiutare a ridurre il colesterolo.